# Козодуб
Козодуб (укр. Козодуб) — село,
Червоноивановский сельский совет,
Криничанский район,
Днепропетровская область,
Украина.
Код КОАТУУ — 1222086502. Население по переписи 2022 года составляло 130 человека.

## Географическое положение
Село Козодуб находится у истоков  реки Базавлук,
на расстоянии в 3 км от сёл Червоноивановка и Тепловка.
По селу протекает пересыхающий ручей с запрудой.
Рядом проходят автомобильная дорога Т-0429 и
железная дорога, станция Верховцево в 6-и км.